# گورستان خالد نبی
گورستان و زیارتگاه خالد نبی، در فاصلهٔ ۹۰ کیلومتری شمال شرق شهرستان گنبد کاووس، ۵۵ کیلومتری شمال شرق شهرستان کلاله، که ۶ کیلومتری روستای گچی سو و نزدیک آی تمر از توابع بخش مراوه تپه و برفراز قلهٔ کوه گوگجه‌داغ واقع شده است. قلهٔ کوه گوگجه داغ که در بین مردم به قلهٔ «قدرت» یا گوج (گوژ) به زبان ترکمنی نیز معروف است، حدود ۷۰۰ متر از سطح دریا ارتفاع دارد. به دلیل دوری راه و نبود وسیلهٔ نقلیه و کمبود تسهیلات رفاهی در محل و همچنین گرمای شدید تابستان و سرمای زمستان، بهترین زمان برای دیدار آن، ماه‌های فروردین و اردیبهشت و خرداد است. در نزدیکی و پایین‌تر از بقعه طلحه جان، بقعه‌های عالم‌بابا و چوپان‌عطا و درّه‌ای به نام پنج‌شیر و همچنین چشمهٔ خضردندان، قرار دارند. طبق روایات رایج بین اهالی، عالم بابا پدر همسر خالد نبی و چوپان عطا، شبان خالد نبی یا یکی از اولیای گمنام یا یکی از همراهان وی بوده است که همهٔ آنها مورد توجه و احترام ترکمن‌ها هستند.
در شرق بقعهٔ چوپان عطا و متصل به آن، بر روی تپه‌های ماهوری کم‌ارتفاع‌تر از تپهٔ بارگاه خالد نبی، گورستان وَسیعی با حدود ۶۰۰ سنگ قبر استوانه‌ای به ارتفاع حداکثر دو متر قرار گرفته است.
بیشترین دلیل بازدید و حضور گردشگران داخلی و خارجی از این گورستان تاریخی مشاهدات مردم محلی و اهالی آن منطقه از فعالیت‌های ماورالطبیعه در این گورستان و اطراف آن است، که باعث به وجود آمدن خرافات و ایجاد باورهایی میان مردم شده است.

## معرفی و شرح زندگی خالدنبی
یکی از پیامبران عرب بعد از عیسی خالد نبی غیث بن سنان عبسی بود، که در گفتگوی محاوره‌ای ترکمنان، ایشان را «حالت نبی» می‌نامند.
به نقل از کتاب ناسخ التواریخ، خالد بن سنان شش هزار و یکصد و بیست و سه سال بعد از به دنیا آمدن آدم و در سال ۵۳۰ میلادی به مقام نبوت رسیده و مردم زمان خود را به شریعت «اسماعیل ذبیح اله» دعوت می‌کند. او در سرزمین عدن که در یمن می‌باشد، می‌زیسته و از قبیلهٔ «بنی عبس بغیض» بوده است. در آن زمان در ایران، خسرو انوشیروان پادشاهی می‌کرد و آیین زرتشت مذهب رسمی اکثر ایرانیان بود. فاصلهٔ زمانی بین ظهور خالدنبی و ولادت محمد چهل سال است. به طوری که دختر خالد نبی در دوران پیری با محمد دیدار می‌کند و به آیین اسلام ایمان می‌آورد.
دَر کتاب تفسیر روح البیان روایتی از قول کلبی نقل شده که طبق آن روایت، مابین پیامبری عیسی و محمد چهار نبی تبلیغی بوده که ۳ تن از آن انبیاء از بنی اسرائیل و یکی از آنان عرب بوده است که همان خالد بن سنان می‌باشد. به نقل از کتاب تفسیر روح المعانی قسمت ششم صفحه ۱۰۴ از نظر تاریخی، پیامبری خالد بن سنان از نظر شهاب محقق می‌باشد. عین روایت چنین است: (و صحح الشهاب انه من الانبیاء) ترجمه: شهاب ثابت کرده است که او از انبیاء می‌باشد. پیامبری وی از نظر شریعت ثابت شده است و همچنین کتاب تفسیر صاوی علی الجلالین قسمت اول سوره مائده صفحه ۲۷۵ و نیز در حاشیه تفسیر الجلالین کلان در سوره مائده صفحه ۹۷ چنین می‌گوید: مابین پیامبری عیسی و محمد چهار نبی بوده است، که سه تن از آنان از بنی اسرائیل و چهارمی خالد بن سنان بوده است، که از طایفه عرب عبسی می‌باشد. محمد در مورد او گفته است: «نبی ضیعه قومه» و به نقل از تفسیر روح البیان قسمت سوم صفحه ۲۴۱ سوره یاسین خالد بن سنان عرب از طایفه بنی عبسی و از جانب خداوند برای هدایت قومش فرستاده می‌شود؛ و مابین پیامبری عیسی و محمد بوده و قبر او در ناحیه جرجان (جرجان زمین) در قله کوهی می‌باشد. عین متن روح البیان چنین است: «علی قلة جبل فی ناحیه جرجان».
حمدالله مستوفی، نویسندهٔ تاریخ گزیده آورده است: خالد بن سنان العبسی معاصر انوشیروان عادل بوده و به دین مسیح دعوت می‌کرد و در زمین بنی غطغان، در آن زمان آنجا آتشی از زمین درآمده بود، هر کس از نزدیکی آن عبور می‌کرد می‌سوخت. بعضی از اعراب آن آتش را به خدایی می‌پرستیدند. خالد ستایش آن را منع کرد و ایشان را به دین عیسی خواند. به او گفتند: تو آن آتش را دفع کن تا ما دین عیسی را قبول کنیم. آتش آهنگ ایشان کرد. خالد دره (داس) ای داشت، بر آن آتش می‌زد. رفیقان را گفت تا نعلین بر آن می‌زدند، بعد از ضرب بسیار آتش بگریخت و به چاهی فرورفت. خالد از عقب آتش به چاه فرورفت. بعد از زمانی بیرون آمد، جامه‌ها از عرق تر شده، اما نسوخته بود؛ و دیگر آن آتش کس ندید. خالد هر وقت که خواستی باران ببارد، سر به جیب فرو بردی و تا سر بر نیاوردی، باز نیستاد. به وقت وفات وصیت کرد که مرا بر فلان پشته دفن کنید و بعد از سه روز که شتر دم بریده بر سر گور آید، مرا از گور برآرید تا شما را هر چه تا قیامت خواهد بود حکایت کنم. چون وفات کرد قومش خواستند وصیت او به جای آوردن، نزدیکان او مانع شدند و گفتند این ننگ بر خود نپسندیم که مرده ما را از گور برآورند.
حاج عبدالجلیل آخوند جعفربای از علمای ترکمن صحرا و گنبد کاووس در جزوه‌ای تحت عنوان «فضیلت‌نامه خالد نبی» که به زبان ترکمنی نوشته می‌گویند: «خالد نبی که مردم مسلمان ترکمن نسل اندر نسل به زیارت بقعه ایشان مبادرت کرده‌اند، به شهادت کتب تاریخی، تفاسیر و به خصوص نوشته‌های ابن شهاب یکی از پیامبران الهی بوده است. به اعتقاد مردم مسلمان ترکمن، خالدنبی در بلندترین نقطه کوهی در شرق به خاک سپرده شده و شعرا در اشعارشان از ایشان یاد کرده‌اند»
ملا مسکین قلیچ شاعر ترکمن (۱۲۲۶ – ۱۲۸۳ ه‍.ش) در یکی از اشعارش می‌گوید: «بلند نیره خالد بن تیاندور» یعنی بر فرازش خالد نبی آرامیده است. در پایان قابل ذکر است که ترکمنان ساکن ترکمن صحرا و گنبدکاووس عمده‌ترین زائران زیارتگاه خالد نبی بوده و کرامات و معجزات بسیاری را به خالد نبی نسبت می‌دهند و در این باره داستان‌ها دارند.

## پیشینهٔ پژوهش در بارهٔ گورستان
مجموعه تاریخی–فرهنگی خالد نبیف به‌علت کوهستانی بودن و دشواری مسیر دسترسی و دوری راه کمتر مورد بررسی و پژوهش قرار گرفته است. ظاهراً برای نخستین بار در کتاب «یک مسافرت زمستانی از استانبول به تهران» اثر جیمز بیلی فریزر از آن گفتگو می‌شود. این کتاب در سال ۱۸۳۸ چاپ شده است.
فریزر در جریان شرح مراسم خاکسپاری ترکمنان به قبرستان قدیمی گوکلان که بر بالای رودخانه اترک قرار گرفته است، اشاره می‌کند. او در این کتاب، تصمیم مردم را به انتقال و دفن مردگان خود از سرزمین خویش به مکان خالد نبی که جایگاه تدفین اجداد ایشان است، توضیح می‌دهد.
دیوید استروناخ دومین پژوهشگر خارجی است که این اثر را مورد بررسی و مطالعه قرار می‌دهد؛ و گزارش از گورستان خالد نبی در مقاله‌ای به نام «سنگهای ایستاده در ناحیه اترک» در مجله انگلیسی ایران IRAN (شماره xix سال ۱۹۸۱ میلادی) به چاپ می‌رساند.
بعدها این مکان توسط پژوهشگران ایرانی نظیر آقایان منوچهر ستوده (کتاب از آستارا تا استرآباد، جلد ۵)، رجبعلی لباف خانیکی (مقاله سنگ افراشته مزارات با خزر، مجله اثر شماره ۱۸ و ۱۹ سال ۶۸) و شهریار عدل مورد مطالعه قرار می‌گیرد تا اینکه در سال ۱۳۸۰ گورستان خالد نبی و مجموعه‌های وابسته به آن توسط کارشناسان اداره کل میراث فرهنگی و گردشگری استان گلستان در فهرست آثار ملی کشور به ثبت رسید. این گزارش حاصل بررسی و تحقیق در گزارش‌های پژوهشگران یاد شده و مطالعه و پژوهش دقیق (کتابخانه‌ای ومیدانی) نگارنده از دیدگاه‌های باستان‌شناسی، تاریخی و مردم‌شناسی است.

## زیارتگاه

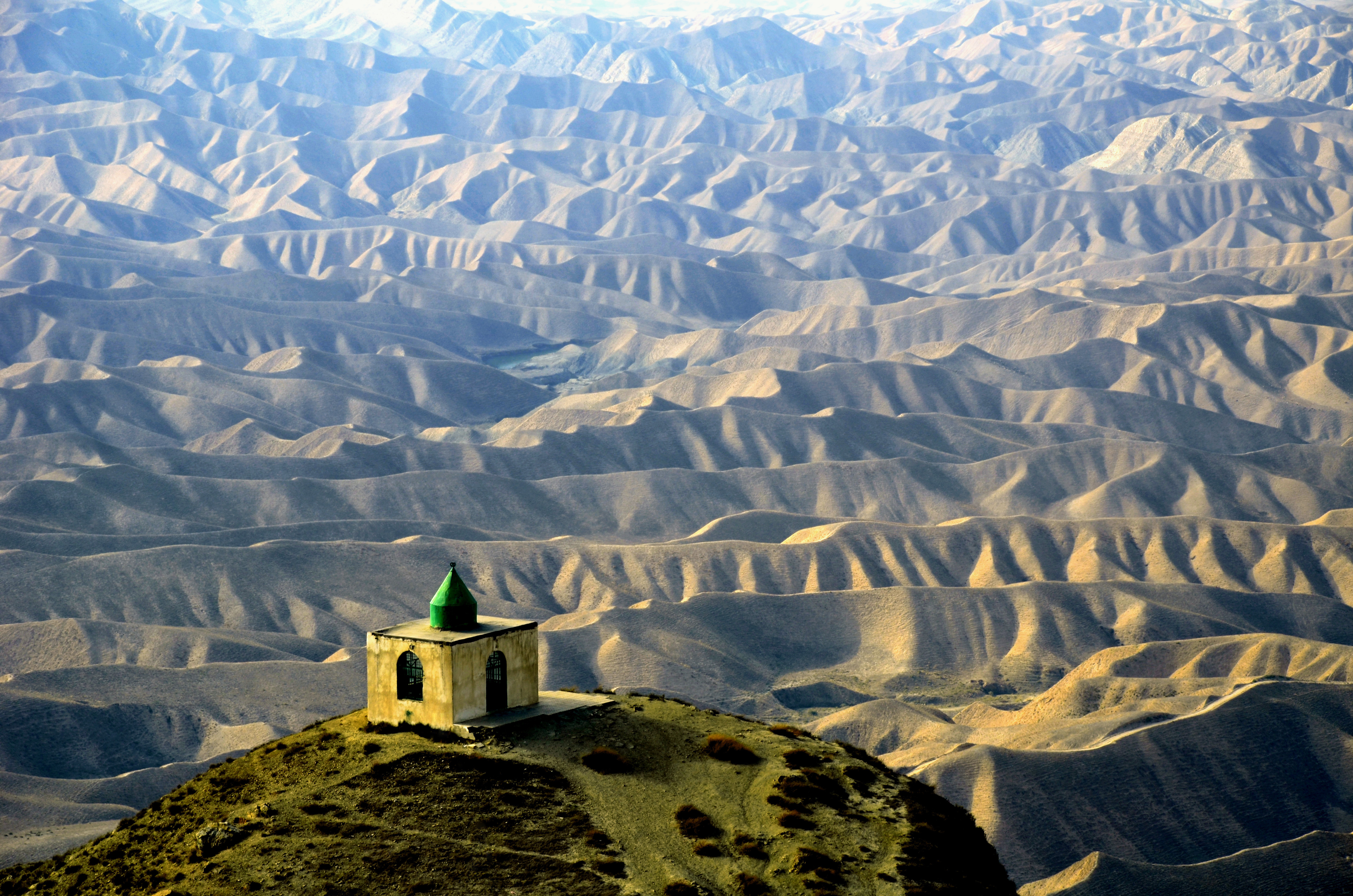
نمایی از بنای بقعهٔ چوپان آتا و کوهستان‌های پیرامونی

زیارتگاه خالد نبی بنایی مسقف با پلان چهارگوش است که دارای تعدادی پنجره و یک در ورودی می‌باشد. درگاه ورودی بقعه، طاقی هلالی شکل دارد. پنجره‌ها و در ورودی از جنس فلز ساده (آهن) ساخته شده‌اند و هیچ‌گونه کتیبه یا تزئیناتی بر روی آن‌ها مشاهده نمی‌شود.
سقف آرامگاه خالد نبی از بیرون گنبدی سبز رنگ و شلجمی شکل است که کمربند و گنبد آن داخل هم رفته‌اند.
درون بقعهٔ خالد نبی، تنها قبری ساده به شکل پشته‌ای به ارتفاع حدود یک و نیم متر دیده می‌شود. این قبر فاقد کتیبهٔ تاریخی است. سقف بقعه بر دو ستون فلزی استوار شده است. بر روی یکی از طاقچه‌های پنجره، تعدادی سنگ کوچک طبیعی از جنس سنگ‌های رودخانه‌ای قرار داده شده است. این سنگ‌ها توسط هیئت امنای زیارتگاه و زائران از محوطهٔ بیرونی زیارتگاه و نیز گورستان قدیمی خالد نبی جمع‌آوری شده‌اند.
در اطراف بقعه خالد نبی تعدادی اتاق یا زائرسرا برای اقامت و استراحت زائرین و یک باب مسجد و چندین سرویس بهداشتی و تعدادی آب انبار ساخته شده که ترکمن‌ها به این آب انبارها اصطلاحاً لاری می‌گویند. آب لاری‌ها توسط باران تأمین و به وسیلهٔ شیروانی‌ها و لوله‌های آب باران داخل منزل هدایت می‌شوند. متأسفانه به دلیل آنکه فصل بهار بهترین فصل برای بازدید از این‌مکان است، در طول سال نسبت به جذب توریسم در این مکان‌اقدامی صورت نمی‌گیرد.

## بقعهٔ چوپان آتا
بقعهٔ چوپان آتا، بنایی ساده با پلان چهارگوش، در فاصله‌ای نه چندان دور از زیارتگاه خالدنبی و مشرف به درهٔ شمالی هزار دره واقع شده است. در هر ضلع این بنا، پنجره‌ای با طاق هلالی تعبیه شده که پنجرهٔ ضلع شمالی، اکنون به عنوان ورودی مورد استفاده قرار می‌گیرد. گنبد فلزی بنا، به شکل شش‌ضلعی نوک‌تیز، در مرکز سقف قرار گرفته و دارای کمربندی است. نمای بیرونی بقعه با سیمان پوشیده شده و ساده است. فضای داخلی نیز فاقد هرگونه تزیین و کتیبه بوده و تنها یک صورت قبر ساده، بدون سنگ قبر، در آن دیده می‌شود.

## بقعهٔ عالم‌بابا
بقعهٔ عالم‌بابا، از نظر شکل و نقشه، مشابه بقعهٔ چوپان‌عطا ساخته شده است. این بنای سادهٔ چهارگوش، در هر ضلع خود یک پنجره دارد. پنجرهٔ ضلع جنوبی به ورودی با طاق هلالی تبدیل شده است. سقف و گنبد بقعه نیز همانند گنبد بقعهٔ چوپان‌عطا است. درون بقعه، تنها یک قبر ساده بدون کتیبه دیده می‌شود. هر دو بقعهٔ عالم‌بابا و چوپان‌عطا با سنگ‌های محلی ساخته شده‌اند. در مقابل ورودی بقعه، یک درخت کوچک نذر کرده وجود دارد که زائران برای برآورده شدن حاجات خود به آن دخیل می‌بندند.

## گورستان-دولستان

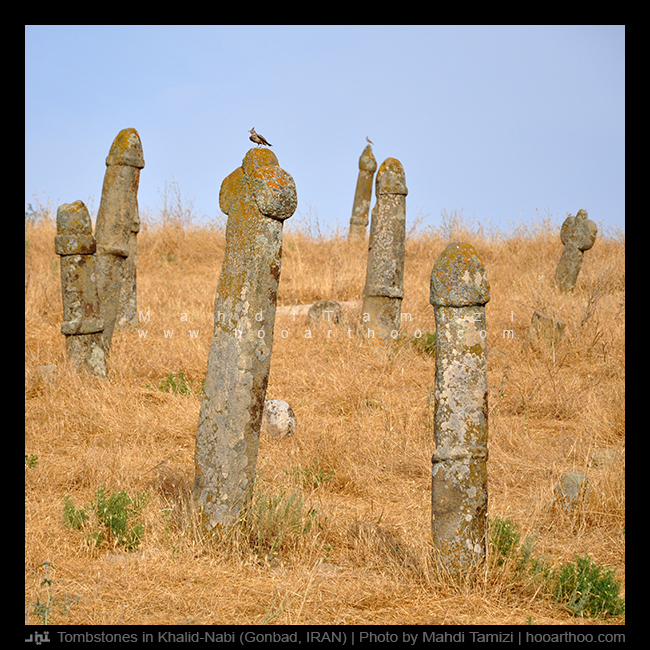

در شرق بقعهٔ عالم‌بابا، بر روی تپه‌های خاکی کم ارتفاع‌تر از زیارتگاه خالدنبی، گورستان وسیعی با منظره‌ای خیره‌کننده و عجیب قرار دارد. سنگ قبرهای این گورستان به شکل استوانه‌هایی به ارتفاع دو متر و بیشتر دیده می‌شوند. تخمین زده می‌شود که بیش از ششصد سنگ مزار در گورستان خالدنبی وجود داشته باشد. این سنگ‌ها در دامنه‌های کوه مرکزی و کوه شرقی پراکنده شده‌اند و برخی دیگر به صورت منفرد بر روی تپه‌های اطراف، مشرف به هزار دره، واقع شده‌اند.
دیوید استروناخ در سال ۱۹۷۹ و ۱۹۸۰ بیش از ۶۰۰ سنگ ایستاده یافت، که در چندین محل وسعت یافته بودند. سنگ مزارهای این گورستان از سنگ‌های یکپارچه تراشیده شده و به شکل‌های استوانه‌ای و صلیبی هستند. در رسانه‌های عمومی سنگ‌ها اغلب به عنوان نمونه‌هایی از معماری وابسته به آلت جنسی معرفی می‌شوند و یکی از جاذبه‌های مهم توریستی توصیف شده است. بازدید کننده‌ها، سنگ مزارهای استوانه‌ای را به عنوان آلت مرد توصیف کرده‌اند. به گفته برخی، تشبیه این سنگ قبرها به آلت مردانه تشبیهی نادرست است و شکل ظاهری آن به این صورت است که کلاه خود در بالا و شال کمری مردان در پایین توصیف شده و سنگ قبرهایی که دو حلقه در پایین دارند، نشانگر شال پهلوانی بوده که در آن دوره مورد استفاده قرار می‌گرفته است. همچنین، طول سنگ قبرها بسته به جایگاه آن شخص بلندتر یا کوتاه‌تر ساخته شده‌اند، قبر زن‌ها نیز به شکل سینه و سینه‌بند زنانه است و سطحی تخت دارد. همهٔ گورهای زنانه رو به شمال قرار گرفته‌اند. گفته می‌شود این گورستان متعلق به عصر پارینه سنگی است.

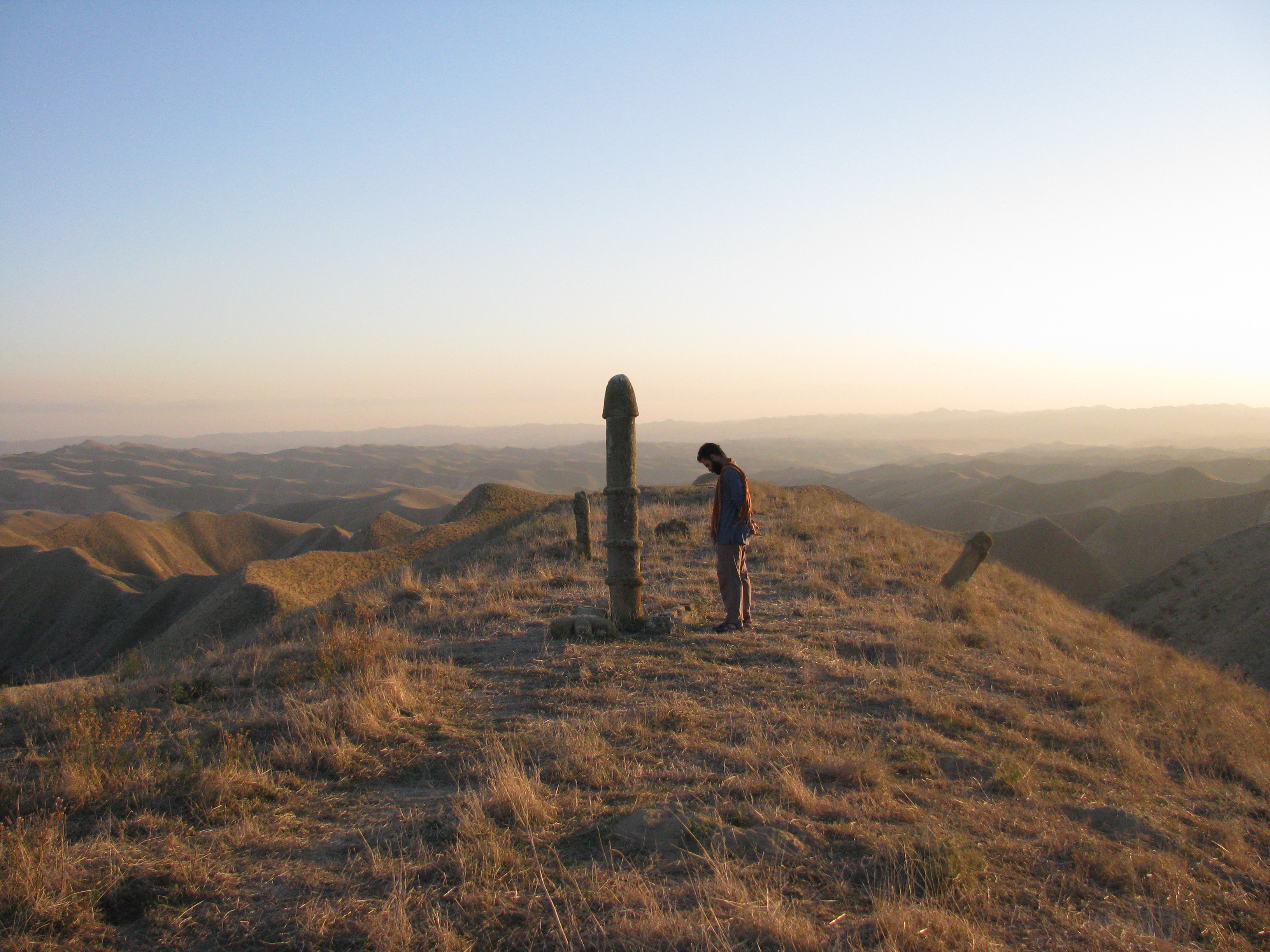
گورستان خالدنبی
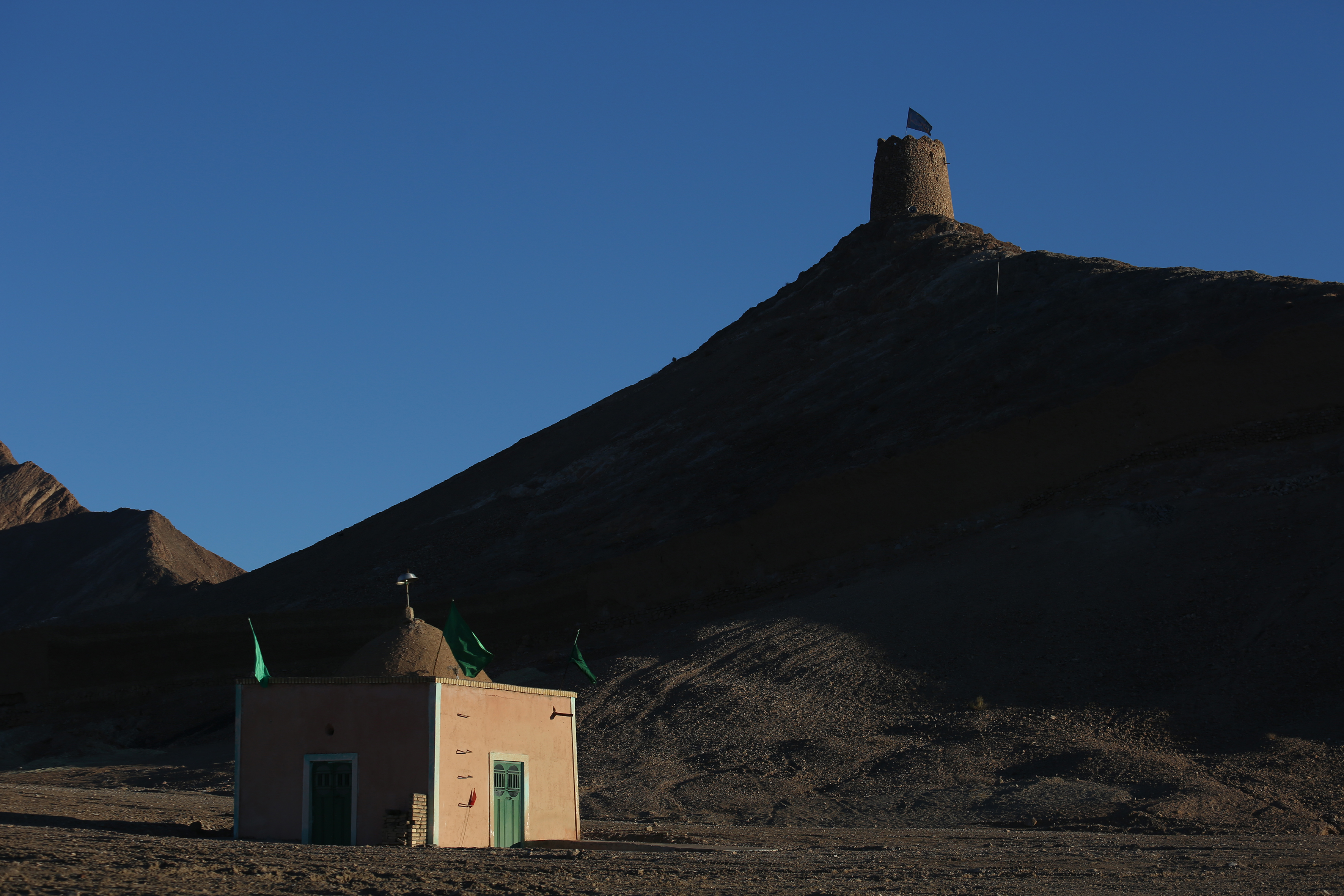
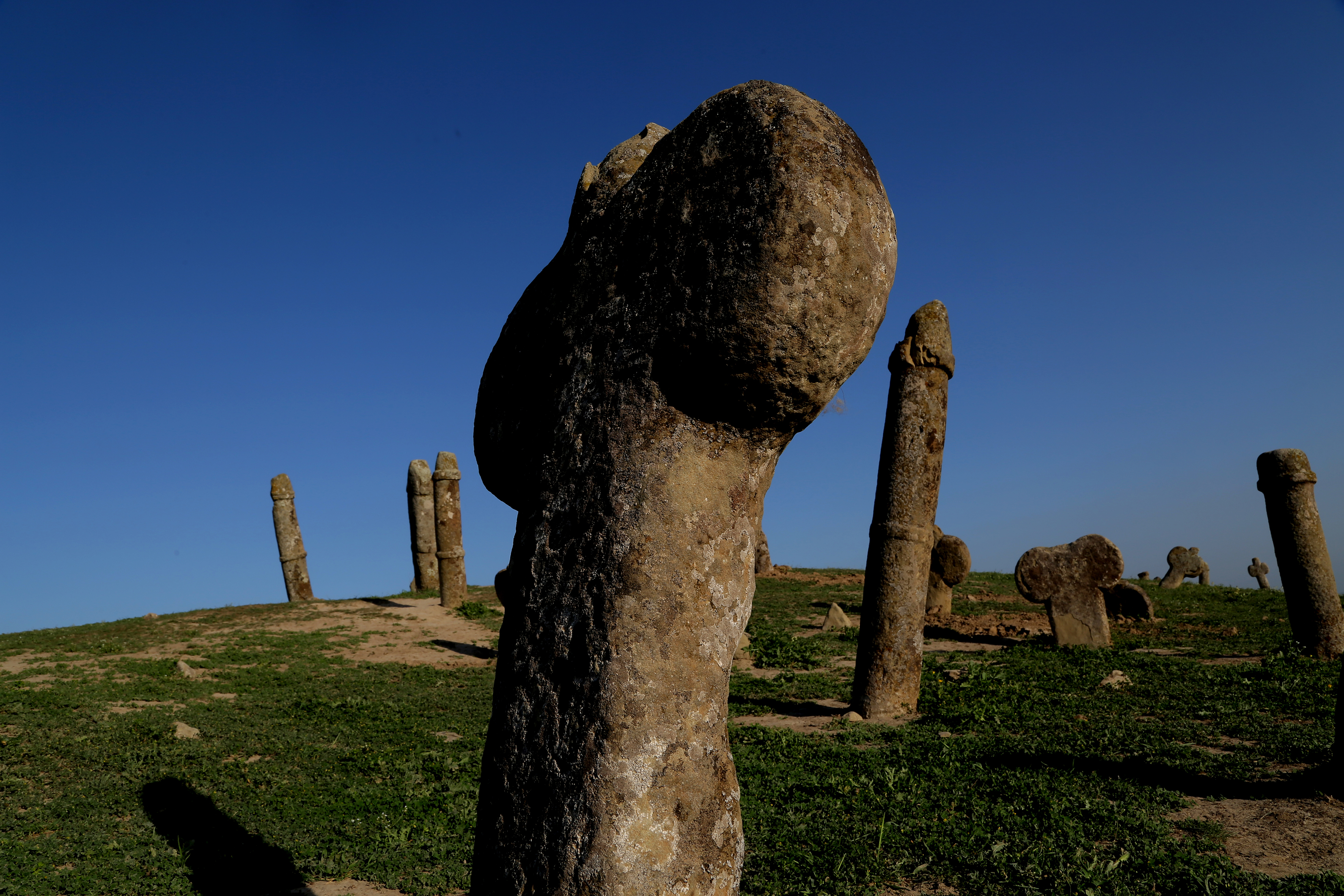
دول
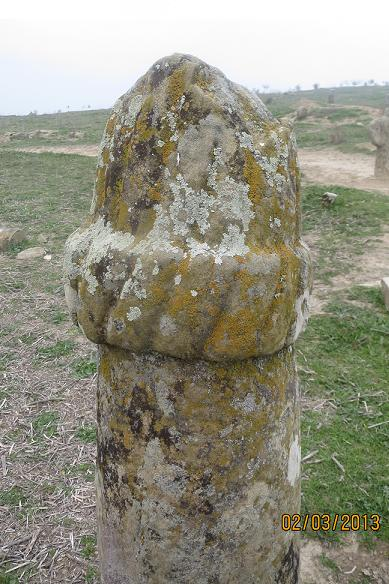
سر سنگ
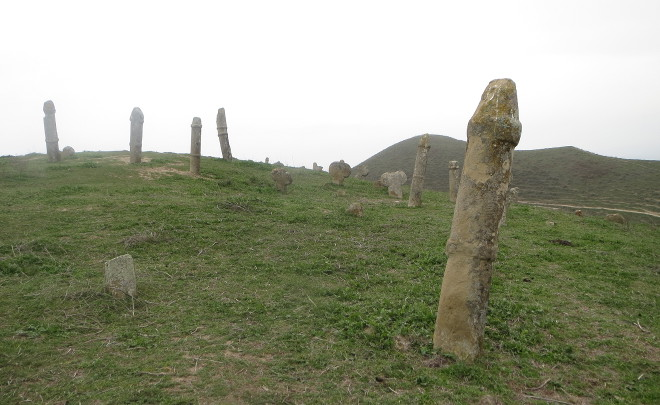
سنگ‌های گورستان
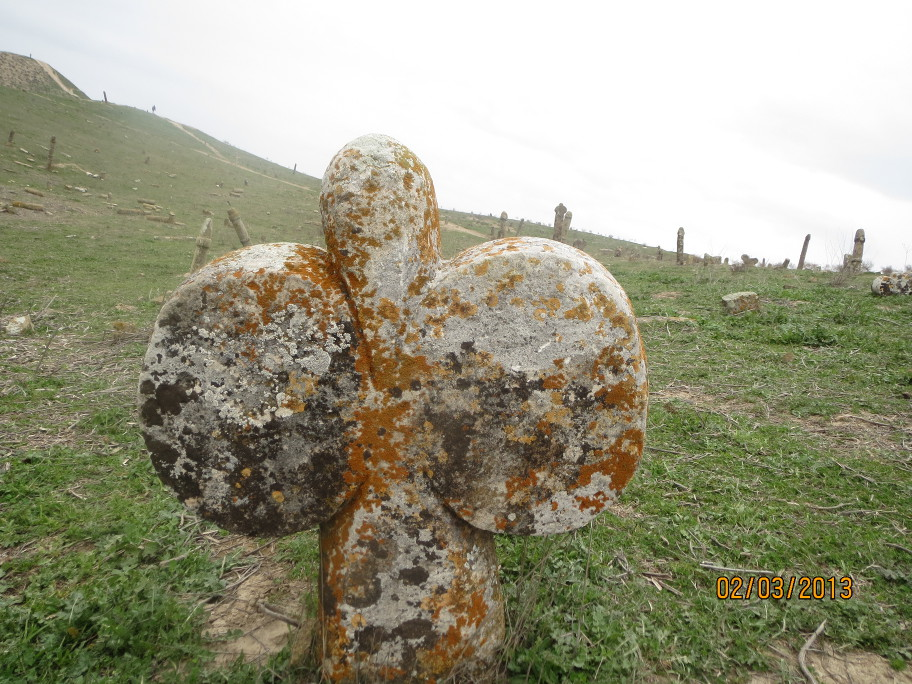
سنگ مزارهایی صلیبی‌شکل

قبرستان سایت میراث ملی است که از سوی دولت ایران حفاظت می‌شود. متأسفانه بسیاری از سنگ قبرها تخریب شده و حفاظت مناسبی از این اثر فوق‌العاده صورت نمی‌گیرد.

## قدمت و تاریخ مجموعه
متأسفانه تا کنون اطلاعات دقیقی از قدمت و پیشینهٔ این مجموعه در دست نیست. هر آنچه هست گمانه‌زنی‌های برخی پژوهشگران و افسانه‌های عامیانه‌ای است که از زبان بومیان منطقه سینه‌به‌سینه نقل شده است.

### زیارتگاه‌ها و گورستان
تعیین قدمت دقیق زیارتگاه‌ها، به‌ویژه گورستان‌ها، امری دشوار است. هرگونه اظهار نظر قطعی در این زمینه، پیش از انجام بررسی‌های علمی و روشمند مانند گمانه‌زنی و کاوش‌های باستان‌شناسی، باید با احتیاط صورت گیرد. در این مکان، سه زیارتگاه و بقعه وجود دارد که در نقاط مختلف کوهستان واقع شده‌اند. قرارگیری این زیارتگاه‌ها در ارتفاعات و مسیرهای صعب‌العبور، می‌تواند نشان‌دهنده قدمت آن‌ها در میان ترکمن‌ها باشد.
این زیارتگاه‌های ساده برای تعیین تاریخ و قدمت، هیچ مدت زمان مشخصی را ارائه نمی‌دهند. شیوهٔ معماری، فنون و مصالح به‌کار رفته در ساخت آن‌ها به سبک معاصر است. چنانچه نوشتاری هم بر روی آن‌ها حجاری شده بود، به مرور زمان فرسوده و تخریب شده است. در یک نمونه از سنگ مزار کوچک که کتیبه دارد، قدمت آن را به هفتاد سال پیش می‌رساند. بر اساس مطالبی که به زبان فارسی نوشته شده و در داخل زیارتگاه موجود است، قبر اصلی، قبری ساده، فاقد کتیبه و متعلق به خالدنبی است.
به نظر می‌رسد یک نمونه از سنگ قبر کوچک که در پشت آن نقش و تزیین به صورت استخوان جناغی دیده می‌شود، متعلق به دورهٔ قاجار باشد. سنگ مزارهای افقی، معمولاً در گورستان‌های دورهٔ سلجوقی دیده می‌شوند و قدمت آن‌ها به دورهٔ اسلامی سده‌های ۶ تا۸ هجری می‌رسد.

## باورهای مردم در بارهٔ گورستان خالد نبی

### قبر خالدنبی
در زیارتگاه خالد نبی، مقبره با پارچه‌ای سفید پوشیده شده که نوارهای رنگی به صورت افقی بر آن دوخته و آویخته شده‌اند. علت این امر مشخص نیست، اما در میان ترکمن‌ها، سنتی وجود دارد که به موجب آن، برای جوانان تازه ازدواج کرده‌ای که فوت می‌کنند، علاوه بر سنگ مزار، نمادی خاص از پارچه‌های سفید منقوش به نوارهای رنگی قرار می‌دهند.

### سنگ شدن هندوانه‌ها
در داخل زیارتگاه خالدنبی و روی تاقچهٔ یکی از پنجره‌ها، تعدادی سنگ کروی شکل و گرد نگهداری می‌شود. این سنگ‌ها از محوطهٔ بیرونی امامزاده و از پای سنگ مزارها جمع‌آوری شده است. ترکمن‌ها عقیده دارند که این مکان جالیز هندوانه‌هایی بوده که بر اثر نفرین خالدنبی تبدیل به سنگ شده‌اند.

### درخت نظر کرده
در مقابل در ورودی بقعهٔ عالم‌بابا، درختچهٔ کوچکی وجود دارد که از آن به عنوان درخت نظر کرده یاد می‌کنند. زائرین ترکمن برای برآورده شدن حاجات خود مانند فراوانی غلات، بهبودی زراعت، افزایش گله و رمه، به‌خصوص برای زایش زنان سترون و عقیم به آن دخیل می‌بندند و در جهت قبله به آن نخ گره می‌زنند. در خصوص درختان نظر کرده اضافه می‌شود که این درختان در کنار زیارتگاه‌ها و بقاع متبرکه می‌رویند که نظیر آن‌ها در استان گلستان علاوه بر خالدنبی، در زیارتگاه‌های آق امام شهرستان آزادشهر و تکیهٔ بابای روستای پاسنگ شهرستان مینودشت نیز دیده می‌شود. زائرین و متوسلین به آن‌ها اعتقاد دارند که این درختان توسط امامزادگان مورد لطف و عنایت قرار گرفته شده و هر یک از آن‌ها دارای قوه و روحی بزرگ هستند و توسل و دعا در برابر آن‌ها به منظور التجاه به درگاه قوه نموکنندهٔ آن‌ها است و از آن‌ها برآورده شدن حاجات خود را طلب می‌کنند.

### سنگ مزارهای انسان‌وار
درمورد این سنگ قبرها، روایات متعدد و متفاوتی وجود دارد. بعضی آنان را پیکرهٔ سنگ شده دشمنان خالدنبی می‌دانند که گرفتار خشم خداوند شده و به شکل سنگ درآمده‌اند و گروهی دیگر آنان را یاران پیر (خالدنبی) می‌پندارند که به امر خداوند برای مصون ماندن از آسیب دشمنان به سنگ تبدیل شده‌اند. طبق روایات خالد بن سنان که یکی از انبیاء الهی است، در حین فرار از دست قوم خورشید به قلهٔ کوه گوگجه داغ پناه می‌آورد و با یارانش به خواست خداوند به شکل سنگ در می‌آیند تا اسیر دشمنان نشوند.

### سنگ مزارهای گورستان خالدنبی به شکل کله قوچ
در گورستان خالدنبی، سنگ مزارهایی دیده می‌شود که به شکل کلهٔ قوچ حجاری و تراشیده شده‌اند. قوچ و شاخ قوچ در میان همه ترکمن‌ها و در قسمت‌های وسیعی از آسیای میانه به عنوان قدرت شناخته شده است. قوچ در نظرها، یک حیوان بسیار پر قدرت و اسطوره‌ای است و چون مظهر باروری بوده و در گله زایش به‌وجود می‌آورد، در میان مردم احرام فراوانی از آن یاد می‌شود. قوچ نیز به عنوان یکی از حیوانات شاخدار، از حیوانات منسوب به خورشید محسوب می‌گردد. متداول‌ترین نمادی که تاکنون قوم ترکمن آن را نگهداشته نقش شاخ قوچ است؛ نماد برکت و اقتدار و سمبل روح نیاکان. نقشی که همه جا دیده می‌شود: از شکل سنگ مزارهای سنگی و چوبی تا قرار دادن خود شاخ بر روی قبور و نقش آن در نمدهای ترکمنی و گلیم‌ها و قالی‌ها و در بافته‌ها و سر ستون خانه‌ها و مساجد.

### تیرک برای درد دندان
در کنار و محوطه بیرونی زیارتگاه خالد نبی، تیر چوبی دیده می‌شود که به چوب درمان یا چوب سرگرمی نیز معروف است. جنس چوب، از جنس درختان روسی و بنام درخت سوور بوده، که در کنار چشمهٔ خضردندان می‌روییده است. ترکمن‌ها اعتقاد دارند که هر کس دندان درد دارد یا می‌خواهد که به دندان درد مبتلا نشود، باید از تیر چوبی یاد شده بالا برود و نوک آن را گاز بگیرد. بر اثر استفاده زیاد از این تیر چوبی، سطح خارجی آن بسیار صاف و صیقلی شده است به‌طوری که بالا رفتن از آن به دشواری ممکن است.

### چشمهٔ خضر دندان
در مجاورت زیارتگاه خالد نبی، چشمهٔ آبی وجود دارد که آب آن عموماً در فصل بهار جریان دارد. به اعتقاد زائرین ترکمن، آب این چشمه شفابخش است و برای خود به همراه می‌برند.